# Le Vieil Homme et la Mer (film, 1958)
Pour les articles homonymes, voir Le Vieil Homme et la Mer (homonymie).
Pour plus de détails, voir Fiche technique et Distribution.
Le Vieil Homme et la Mer (The Old Man and the Sea) est un film américain réalisé par John Sturges, sorti en 1958, adapté du roman d'Ernest Hemingway (1952).

## Synopsis
Un vieux pêcheur, n'ayant rien pris pendant des jours, prend la mer encore une fois. Alors qu'il dérive au large, il sent une violente secousse au bout de sa ligne. L'énorme bête ne veut pas se rendre ; lui s'obstine de plus en plus à ne plus lâcher. Ce duel l'éloigne considérablement vers la haute mer. Soudain, l'énorme poisson, dans une ultime convulsion, jaillit de toute sa taille et rend l'âme. Quel monstre ! Il est plus grand que la barque ! Le vieil homme ne peut pas rentrer sans lui ! Son orgueil ne le lui permet pas. Alors il l'attache à sa barque et met le cap vers la côte. Les requins entrent en scène, et, après un combat inégal, ont raison de l'animal. Le lendemain matin, les gens se bousculent pour voir un énorme squelette de poisson attaché à la barque du vieil homme.

## Fiche technique
- Titre : Le Vieil Homme et la Mer
- Titre original : The Old Man and the Sea
- Réalisation : John Sturges, assisté de Don Alvarado
- Scénario : Peter Viertel d'après Le Vieil Homme et la Mer d'Ernest Hemingway
- Production : Leland Hayward
- Société de production : Leland Hayward Productions et Warner Bros. Pictures
- Musique : Dimitri Tiomkin
- Photographie : Floyd Crosby et James Wong Howe
- Montage : Arthur P. Schmidt
- Direction artistique : Edward Carrere et Art Loel
- Décorateur de plateau : Ralph S. Hurst
- Pays d'origine : États-Unis
- Format : Couleurs (Warnercolor) - 35 mm - 1,85:1 - Son : Mono (RCA Sound Recording)
- Genre : Drame, aventure
- Durée : 86 minutes
- Dates de sortie :
  - États-Unis : 7 octobre 1958 (première à New York)
  - États-Unis : 11 octobre 1958 (sortie nationale)
- Affiche : Bill Gold (États-Unis)

## Distribution
- Spencer Tracy (VF: Jean Davy) : le vieil homme / le narrateur
- Felipe Pazos : le garçon
- Harry Bellaver : Martin
- Don Diamond : Propriétaire du café
- Don Blackman : Lutteur
- Joey Ray : Joueur
- Mary Hemingway : Touriste
- Richard Alameda : Joueur
- Tony Rosa : Joueur
- Carlos Rivero : Joueur
- Robert Alderette : Joueur
- Mauritz Hugo : Joueur
- Ernest Hemingway : Touriste au café (cameo)

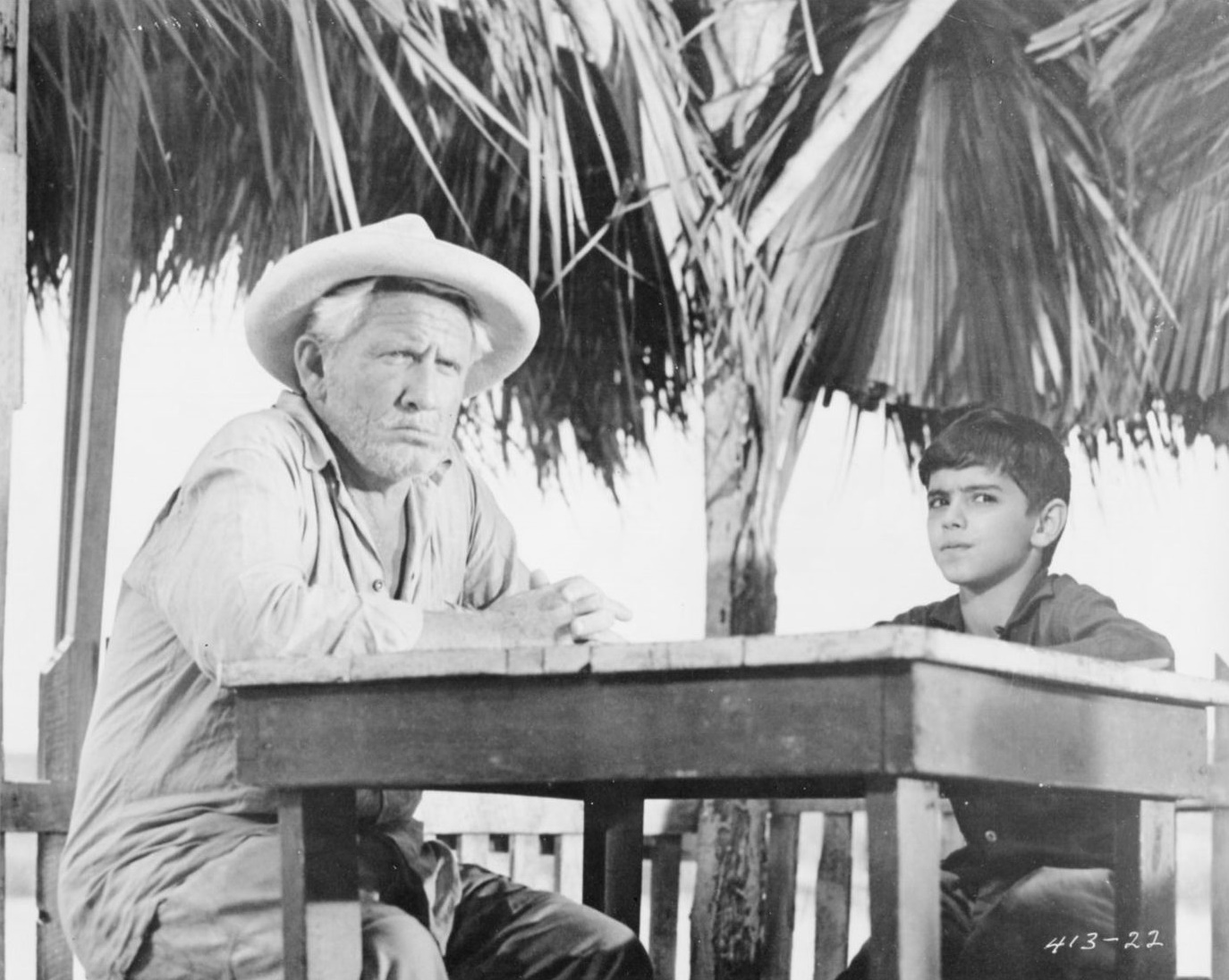
Spencer Tracy dans une scène du film.